# Dolomedes striatus
Dolomedes striatus är en spindelart som beskrevs av Christoph Gottfried Andreas Giebel 1869. Dolomedes striatus ingår i släktet Dolomedes och familjen vårdnätsspindlar. Inga underarter finns listade i Catalogue of Life.